# Невероятный Халк (саундтрек)
«Невероя́тный Халк» (оригинальный саундтрек) — альбомы саундтреков к фильму «Невероятный Халк» (2008), музыка которого написана британским композитором Крейгом Армстронгом.
Критики по разному восприняли саундтрек, от «скучного», до «наполненного энергией».

## Разработка
Крейг Армстронг был аранжировщиком группы Massive Attack, которую любил директор группы Луи Летеррье и с которой он сотрудничал в фильме 2005 года «Денни цепной пёс». Армстронг был его первым выбором, что удивило Marvel, не зная, написал ли он музыку для боевика (он написал «Поцелуй дракона» 2001 года). Даже временный трек состоял из работ Армстронга и подобной музыки других авторов. Халк, наряду с Зеленым Фонарем, был одним из любимых комиксов Армстронга в детстве, хотя он не видел Халка Энга Ли. Армстронг начал сочинять в своем доме в Глазго, Шотландия, с трех секвенций; Халк и Бетти в пещере; драка Мерзости и Халка на переулке; и воссоединение Брюса и Бетти. Большая часть была написана за несколько недель в Лос-Анджелесе, штат Калифорния, что было очень напряжённо для режиссёра и композитора. Партитура записывалась в течение четырех дней в конце 2007 года в часовне Бастирского университета, расположенного в Кенморе, штат Вашингтон. Пит Локетт играл на этнических инструментах в партитуре, которая была записана в Лондоне и сведена вместе с оркестром и электроникой. Музыка была оркестрована Мэттом Данкли, Тони Блондалом, Стивеном Коулманом, Дэвидом Баттервортом и Казом Бойлом. Летерье предложил выпустить партитуру на двух дисках, что Армстронг счел шуткой. Только когда он собрал альбом, и Marvel спросил, почему им дали только один диск — он понял, что они настроены серьезно.

## Трек-лист
У Халка и Мерзости есть две темы, представляющие их человеческую и чудовищную формы. Тема Халка должна была быть знаковой и простой, как в фильме «Челюсти» (1975), со струнными глиссандо на басовой ноте «до». Тема Бэннера трагична и включает в себя части темы Джо Харнелла из телесериала «Одинокий мужчина». Армстронг сыграл на фортепиано в одной из сцен с этой пьесой. У Блонски темная тема, которая становится агрессивной, когда он трансформируется в Мерзость. Армстронг играл темы Халка и Мерзости во время их битвы и обнаружил, что озвучивание последовательностей действий похоже на танец. Есть и тревожная тема, а также тема любви.
Вся музыка написана Крейгом Армстронгом.
| №                   | Название | Длительность |
| ------------------- | --- | ------------ |
| 1.                  | «The Arctic» | 2:46         |
| 2.                  | «Main Title» | 2:38         |
| 3.                  | «Rocinha Favela» | 3:11         |
| 4.                  | «A Drop of Blood» | 1:35         |
| 5.                  | «The Flower» | 2:49         |
| 6.                  | «Ross' Team» | 1:33         |
| 7.                  | «Mr. Blue» | 1:03         |
| 8.                  | «Favela Escape» | 3:35         |
| 9.                  | «It Was Banner» | 1:31         |
| 10.                 | «That Is the Target» | 5:33         |
| 11.                 | «Bruce Goes Home» (Включает в себя песню «The Lonely Man» из сериала «Невероятный Халк» (1978) в исполнении Джо Харнелла) | 1:24         |
| 12.                 | «Ross and Blonsky» | 3:15         |
| 13.                 | «Return to Culver University»                                                                                             | 2:38         |
| 14.                 | «The Lab» | 1:16         |
| 15.                 | «Reunion» | 3:37         |
| 16.                 | «The Data/The Vial» | 1:20         |
| 17.                 | «They're Here» | 3:06         |
| 18.                 | «Give Him Everything You've Got»                                                                                          | 6:08         |
| 19.                 | «Bruce Can't Stay» | 1:53         |
| 20.                 | «First Injection» | 1:02         |
| 21.                 | «Is It Safe?» | 1:06         |
| 22.                 | «Hulk Theme» | 3:59         |
| Общая длительность: | Общая длительность: | 56:58        |

| №                   | Название                   | Длительность |
| ------------------- | -------------------------- | ------------ |
| 1.                  | «Saved from the Flames»    | 0:53         |
| 2.                  | «Grotto»                   | 2:53         |
| 3.                  | «Arrival at the Motel»     | 1:47         |
| 4.                  | «I Can't»                  | 2:15         |
| 5.                  | «Abomination Alley»        | 3:56         |
| 6.                  | «They Found Bruce»         | 2:51         |
| 7.                  | «Bruce Looks for the Data» | 1:05         |
| 8.                  | «Cab Ride in NYC»          | 1:17         |
| 9.                  | «The Mirror»               | 1:17         |
| 10.                 | «Stern's Lab»              | 4:16         |
| 11.                 | «Bruce Darted»             | 3:00         |
| 12.                 | «I Want It, I Need It»     | 1:35         |
| 13.                 | «Blonsky Transforms»       | 1:15         |
| 14.                 | «Bruce Must Do It»         | 2:11         |
| 15.                 | «Harlem Brawl»             | 3:50         |
| 16.                 | «Are They Dead?»           | 2:40         |
| 17.                 | «Hulk Smash»               | 2:24         |
| 18.                 | «Hulk and Betty»           | 1:49         |
| 19.                 | «A Tear»                   | 1:00         |
| 20.                 | «Who's We?»                | 0:55         |
| 21.                 | «The Necklace»             | 1:44         |
| 22.                 | «Bruce and Betty»          | 5:06         |
| 23.                 | «Hulk Theme (End Credits)» | 3:58         |
| Общая длительность: | Общая длительность:        | 53:57        |

## Реакция
| Оценки критиков | Оценки критиков |
| Источник        | Оценка |
| --------------- | --- |
| Filmtracks      | 4 из 5 звёзд · 4 из 5 звёзд · 4 из 5 звёзд · 4 из 5 звёзд · 4 из 5 звёзд                                                                                      |
| Movie Music UK  | 3,5 из 5 звёзд · 3,5 из 5 звёзд · 3,5 из 5 звёзд · 3,5 из 5 звёзд · 3,5 из 5 звёзд                                                                            |
| Tracksounds     | 8 из 10 звёзд · 8 из 10 звёзд · 8 из 10 звёзд · 8 из 10 звёзд · 8 из 10 звёзд · 8 из 10 звёзд · 8 из 10 звёзд · 8 из 10 звёзд · 8 из 10 звёзд · 8 из 10 звёзд |

Chicago Tribune описала саундтрек как «самую скучную музыку года» в своем обзоре фильма, а Дэн Голдвассер из Soundtrack.net описал его как «напыщенный, тематический и наполненный энергией».